# 東高西低
東高西低（とうこうせいてい）は、気圧配置の一種。日本付近から見て本州東方の気圧が高く、大陸方面の気圧が低い気圧配置であり、夏期または秋期に特に現れやすい。

## 概要
天気図上では、西の低気圧と東の高気圧に挟まれている図になる。
- 東高西低の気圧配置になると日本付近は南風が吹く場所が多くなり、太平洋からの湿った空気が入る太平洋側の山岳では天気が崩れることが多くなる。 一方、日本海側の山岳では天気の崩れが遅れ、低気圧や前線が接近した途端、天候が急激に悪化することが多くなることが多い[1][2]。

## 気象以外で使用される表現

### 名古屋市
愛知県名古屋市では、市の南西部に海抜0 m地帯が広がる一方、市内中心部を貫通する堀川より東は台地および丘陵地帯となっていることから、市内の地形は東高西低であると評されている。また同市内では高度経済成長期の都市開発が主に市東部（名東区・天白区など）で進んだ一方、中川区・港区などの市西部は交通網整備・住宅地開発などの都市開発が遅れ、1987年（昭和62年）時点では人口増加率・地価上昇率ともに市東部が市西部を著しく上回っていたこと、および戦後に「人口重心」が市中心部から東進していく傾向が見られたことから、都市構造および都市発展の様子も「東高西低」であると評されている。
名古屋学院大学教授の江口忍は2015年に、名駅（名古屋駅周辺エリア）の駅西は高層ビル建設が相次いでいた駅東に比べて存在感が薄いと評し、名古屋の「東西格差」の存在を指摘していた。

### 神奈川県
神奈川県では県東部の横浜市・川崎市に人口が集中する傾向にある一方、それ以外の地域の多くは人口減や高齢化の傾向にあることから、人口分布および人口増加率は東高西低の傾向にあると評されており、人口面および地価上昇率の面で東西格差の存在が指摘されている。

### 東京都
長らく東京は多摩地区のほうが東京の東側の下町より人気で、西高東低と言われてきた。しかしこれが都心回帰の影響を受けて東高西低に変わってきた。

### ラーメン
ラーメン支出金額は東日本のほうが高く、東北から新潟・栃木県にかけて高い。